# Khosrowabad
Khosrowabad (em persa: خسرواباد, também romanizada como Khosrowābād) é uma aldeia do distrito rural de Faragheh, no condado de Abarkuh, na província de Yazd, Irã.
Segundo o censo de 2006, sua população era de 76 habitantes, em 18 famílias.